# Edward Siarka
Edward Siarka (Rabka; 7 de Julho de 1963 — ) é um político da Polónia. Ele foi eleito para a Sejm em 25 de Setembro de 2005 com 10778 votos em 14 no distrito de Nowy Sącz, candidato pelas listas do partido Prawo i Sprawiedliwość.